# Йозо Радош
Йозо Радош (хорв. Jozo Radoš; нар. 3 листопада 1956, Селниця) — хорватський політик-ліберал, депутат Європарламенту, член Громадянсько-ліберального союзу, колишній міністр оборони Хорватії, депутат хорватського парламенту та спостерігач у Європарламенті від Хорватії.